# Pandanus taveuniensis
Pandanus taveuniensis är en enhjärtbladig växtart som beskrevs av Harold St.John. Pandanus taveuniensis ingår i släktet Pandanus och familjen Pandanaceae. IUCN kategoriserar arten globalt som sårbar. Inga underarter finns listade.